# Vilvoorde
Vilvoorde (Vilvorde trong tiếng Pháp) là một đô thị ở vùng Flemish tỉnh Vlaams-Brabant. Đô thị này bao gồm thành phố Vilvoorde với hai phường ngoại vi Konigslo và Houtem và thị xã Peutie.
Ngôn ngữ chính thức của Vilvoorde là tiếng Hà Lan.  Cộng đồng thiểu số nói tiếng Pháp chiếm 20% dân số tập trung ở Koningslo giáp Brussels.

## Dân địa phương nổi tiếng
- Jancko Douwama
- William Tyndale (1494-1536), học giả
- Jan Baptist van Helmont (1577-1644), nhà hóa học
- Jean-François Portaels (1818-1895), họa sĩ
- Jean-Luc Dehaene, (sinh năm 1940), thủ tướng Bỉ
- Danny Devos, nghệ sĩ(sinh năm 1959)
- Francis Heylighen (sinh năm 1960), nhà khoa học
- Pascal Duquenne (sinh năm 1970), diễn viên

## Thành phố  kết nghĩa
- Đức: Ennepetal
- Pháp: Maubeuge
- Hà Lan: Middelburg
- Tây Ban Nha: Peñarroya-Pueblonuevo, Córdoba
- Nhật Bản: Komatsu, Ishikawa